# 延祉
延祉（1848年—1924年），赫舍里氏，字錫之，滿洲鑲藍旗人。清朝官员。
他生于清道光28年（1848年）。光緒年间，曾出任户部郎中宝泉局监督、广东督粮道、河南按察使、布政使、陝西布政使（未到任）、山西布政使、马兰镇总兵兼总管内务府大臣、驻青海西宁办事大臣（未到任）、驻外蒙古库伦办事大臣（1904-1909，今乌兰巴托）等职。卸任后，携全家老小从北京迁居至直隶（今河北）定兴县田堠村，过着隐居田园生活。民国13年（1924年）7月，患痢疾去世，享年76岁，葬于河北定兴县田堠村。